# Schwelm
Schwelm é uma cidade da Alemanha, capital do distrito de Ennepe-Ruhr, na região administrativa de Arnsberg, estado da Renânia do Norte-Vestfália.